# Семибалковское сельское поселение
Семибалковское сельское поселение — муниципальное образование в Азовском районе Ростовской области.
Административный центр поселения — село Семибалки.

## Административное устройство
В состав Семибалковского сельского поселения входят:
- село Семибалки
- поселок Знаменка
- хутор Павло-Очаково

## Население
| 2010  | 2012  | 2013  | 2014  | 2015  | 2016  | 2017  |
| ----- | ----- | ----- | ----- | ----- | ----- | ----- |
| 2110  | ↗2131 | ↘2110 | ↗2111 | ↘2076 | ↗2080 | ↗2084 |
| 2018  | 2019  | 2020  | 2021  |       |       |       |
| ↘2066 | ↗2070 | ↗2088 | ↘2084 |       |       |       |

## Палеонтология
У села Семибалки на берегу Таганрогского залива Азовского моря находится палеонтологическое местонахождение эпохи плейстоцена. Концом эоплейстоцена датируется редкое совместное нахождение крупных и мелких млекопитающих. Находки отнесены к морозовскому горизонту, черевичанской фазе и верхнечеревичанской ассоциации (таманский фаунистический комплекс). Геологический возраст находок предполагает возможность обнаружения здесь следов жизнедеятельности древнейшего человека, чьё существование могли бы поддерживать стадные травоядные обитатели степной зоны в начале четвертичного периода. Находки из Семибалки хранятся в Азовском музее-заповеднике.